# Giuseppina Grassini
Giuseppa Maria Camilla Grassini,  llamada Giuseppina o  Josephina Grassini (Varese, 8 de abril de 1773 - Milán,  3 de enero de 1850) fue una renombrada contralto dramática italiana y profesora de canto, considerada como una de las mejores cantantes de Europa de esa época. Fue aplaudida su participación en obras de compositores como Cimarosa, Cherubini o Zingarelli.
En su vida privada tuvo relaciones sentimentales con Napoleón y con el duque de Wellington.[cita requerida]

## Biografía
Formada bajo la dirección musical de su madre, violinista aficionada, y de Domenico Zucchinetti, en Varese y Antonio Secchi, en Milán, Grassini debutó en 1789 en Parma, cantando en La pastorella nobile de Guglielmi, y al año siguiente en La Scala de Milán en las óperas bufas La bella pescatrice, de Guglielmi y La cifra, de Salieri. Tras estas primeras actuaciones que no tuvieron mucho éxito, Grassini reanudó los estudios de canto.[cita requerida]

### Comienzos y apogeo artístico en Italia
A partir de 1792 regresó  a los escenarios en los teatros de Vicenza, Venecia, Milán, Nápoles y Ferrara. Cantó en la primera representación en el teatro de La Scala Artajerjes de Zingarelli, el 26 de diciembre de 1793; en el estreno de Demofonte de Marcos Antonio Portugal, en 1794; en el Orfeo y Eurídice de Ferdinando Bertoni; en Telemaco nell'isola di Calipso de Mayr, estrenada en 1797; en Artemisa reina de Caria de Domenico Cimarosa, estrenada en 1797; y en la primera representación en el teatro veneciano de La Fenice de La muerte de Semíramis de Sebastiano Nasolini (1798, papel principal). 
1796 fue un año de esplendor para su carrera, interpretando junto al castrato soprano Girolamo Crescentini, numerosas obras.
Nicola Zingarelli escribió el papel de Giulietta para la Grassini en su ópera Julieta y Romeo, representada en La Scala de Milán el 30 de enero. Domenico Cimarosa creó el papel de Orazia en Los Horacios y Curiacios, representada en La Fenice de Venecia, el 26 de diciembre. En ese mismo año, Grassini participó también en un tercer estreno de Issipile de Gaetano Marinelli, que no llegó a alcanzar el éxito de anteriores trabajos.[cita requerida]

### Periodo napoleónico y retirada
El 4 de junio de 1800, poco antes de la victoria en Marengo, mientras interpretaba La virgen del sol de Gaetano Andreozzi en La Scala de Milán, Grassini, ya ampliamente conocida por sus turbulentos amoríos, causó una gran impresión en Napoleón Bonaparte que la incluyó entre sus amantes y la llevó a París, donde actuó en varios conciertos. La relación de Grassini con el primer cónsul probablemente no era la más conveniente, pero reflejaba su actitud moderna y libre. Así, cuando desarrolló un interés por el violinista Pierre Rode, no dudó en iniciar un nuevo romance con él, prácticamente bajo la mirada del futuro emperador, y abandonar París para emprender una gira de conciertos en 1801 por los Países Bajos y Alemania, regresando finalmente a Italia.
Entre 1802 y 1805 la Grassini estuvo en Londres interpretando en el King's Theatre algunos fragmentos de La virgen del sol de Andreozzi, La muerte de Cleopatra de Nasolini y  de Camilla de Valentino Fioravanti, además de participar en los estrenos de El rapto de Proserpina y Zaira de Peter Winter. En rapto también actuó Elizabeth Billington, y ambas prima donnas se enfrentaron en un duelo vocal del cual la cantante italiana salió triunfante.[cita requerida]
En 1806 regresó a París junto a su antiguo maestro Crescentini, donde fue nombrada primera virtuosa de cámara del emperador Napoleón. En el palacio de las Tullerías interpretó el papel protagónico en el estreno de Dido abandonada de Ferdinando Paër y en Pigmalión de Cherubini .
Tras establecerse en Roma durante el exilio de Napoleón en la isla de Elba, Grassini regresó a París durante el período de los Cien días. Permaneció allí después de la Restauración y llegó a ser amante del duque de Wellington, que en ese momento ocupaba el cargo de embajador británico en Francia. Sin embargo, pronto se vio obligada a abandonar el territorio francés, pues Luis XVIII no estaba dispuesto a tolerar la gran popularidad de la antigua amante de Napoleón. 
Lo que la condujo de nuevo a Londres, donde fue contratada por el Teatro Haymarket estrenando Aristodemo de Vincenzo Pucitta. Finalmente regresó a Italia, donde continuó cantando en teatros de ópera. Actuó en Brescia, Padua, Trieste y Florencia, y en 1817 volvió a presentarse en La Scala, aunque sin alcanzar el éxito de antaño. Se retiró de los escenarios en 1823 y se estableció definitivamente en Milán, donde se dedicó a la enseñanza. Entre sus alumnas destacaron Giuditta Pasta y sus sobrinas Giulia y Giuditta Grisi. Falleció en 1850 a los 76 años.

## Estilo artístico
A pesar de que la crítica no llegase a un consenso, Giuseppina Grassini fue una de las grandes cantantes de ópera de los siglos XVIII y XIX. Aunque comúnmente se la clasificaba como contralto, en realidad interpretaba roles en una tesitura que más tarde se asociaría a las mezzosoprano, y su rango vocal era relativamente limitado. Sin embargo, poseía una voz de gran potencia y volumen, además de notable flexibilidad, a lo que sumaba una excelente capacidad interpretativa y una belleza física notable. Esta última cualidad no solo la convirtió en la protagonista de numerosos romances, sino también en la musa ideal para muchos pintores de la época, entre ellos Andrea Appiani.
Fiel a los ideales musicales de su viejo maestro y compañero Crescentini, la Grassini siempre se alineó con cantantes como el castrato Gaspare Pacchiarotti, los tenores Matteo Babini, Giovanni Ansani y Giacomo David, así como las prima donas Brigida Banti y Luísa Todi de Agujar. Estos artistas se opusieron a la deriva del bel canto en la segunda mitad del siglo XVIII, que perseguía notas extremadamente agudas y una coloratura «pirotécnica», inefectiva y carente de expresión. En su lugar, buscaron recuperar la pasión y el vigor que habían caracterizado la edad de oro del canto en la primera mitad del siglo.
Por lo tanto, Grassini formó parte de un selecto grupo de destacados cantantes que contribuyeron a establecer una nueva corriente artística, la cual pronto evolucionó hacia  "grand finale rossiniano"  marcando el cierre de toda una era musical. Siendo la más joven de los artistas mencionados, la Grassini se convirtió en un vínculo vivo entre ellos y la generación siguiente.

Siempre perspicaz en sus escritos sobre ópera, Stendhal dijo de su cantante favorita de la nueva generación, Giuditta Pasta:
"Es demasiado joven para haber oído a la señora Todi en el escenario; tampoco puede haber oído a Pacchierotti, Marchesi o a Crescentini; tampoco tuvo la ocasión de escucharlos al piano. Todo melómano que si los haya oído coincide en decir que parece alumna de todos ellos. Sin embargo, la única cantante de la que es deudora es la señora Grassini, con quien pasó una temporada en Brescia".

## Papeles principales
La siguiente lista, aunque no exhaustiva, representa buena parte de la carrera de Grassini. 
| Rol        | Opera                                  | Género                                      | Compositor                                                                             | Teatro                                 | Fecha de estreno        |
| ---------- | -------------------------------------- | ------------------------------------------- | -------------------------------------------------------------------------------------- | -------------------------------------- | ----------------------- |
| Polissena  | Pirro                                  | Ópera seria (dramma per musica, 2ª versión) | Francesco Gardi, Francesco Bianchi, Sebastiano Nasolini and Nicola Antonio Zingarelli, | Venecia, Teatro (Venier) San Benedetto | 8 de mayo de 1793       |
| Giulietta  | Julieta y Romeo                        | tragedia (opera seria)                      | Nicola Antonio Zingarelli                                                              | Milan, Teatro de la Scala              | 30 de enero de 1796     |
| Issipile   | L'Issipile                             | ópera seria                                 | Gaetano Marinelli                                                                      | Venecia, Teatro La Fenice              | 12 de noviembre de 1796 |
| Horacia    | Horacios y Curiacios                   | tragedia (1ª versión)                       | Domenico Cimarosa                                                                      | Venecia, Teatro La Fenice              | 26 de diciembre de 1796 |
| Calipso    | Telémaco en la isla de Calipso         | drama                                       | Giovanni Simone Mayr                                                                   | Venecia, Teatro San Ángel              | 16 de enero de 1797     |
| Artemisa   | Artemisa reina de Caria                | drama serio                                 | Domenico Cimarosa                                                                      | Nápoles, Real Teatro San Carlos        | 12 de junio de 1797     |
| Clori      | La boda de Silvio y Clori              | drama serio                                 | Giovanni Paisiello                                                                     | Nápoles                                | julio de 1797           |
| Alceste    | Alceste                                | tragedia                                    | Marcos Antônio Portugal                                                                | Venecia, Teatro La Fenice              | 26 de diciembre de 1798 |
| madre      | Himno nacional del 14 de julio de 1800 | ópera patriótica, himno                     | Étienne-Nicolas Méhul                                                                  | París, Los Inválidos (Templo de Marte) | 14 de julio de 1800     |
| Proserpina | El rapto de Proserpina                 | ópera seria                                 | Peter von Winter                                                                       | Londres, King's Theatre                | 3 de mayo de 1804       |
| Venere     | Pigmalión                              | drama lírico                                | Luigi Cherubini                                                                        | París, Teatro de las Tullerías         | 30 de noviembre de 1809 |